# Parafia św. Stanisława Kostki w Czarnej Dąbrówce
Parafia Świętego Stanisława Kostki w Czarnej Dąbrówce – rzymskokatolicka parafia w Czarnej Dabrówce. Należy do dekanatu łupawskiego diecezji pelplińskiej. Erygowana w 1935 roku.